# Dyalapura, Hassan
Dyalapura là một làng thuộc tehsil Hassan, huyện Hassan, bang Karnataka, Ấn Độ.